# Carabus olympiae
Carabus olympiae is een keversoort uit de familie van de loopkevers (Carabidae). De wetenschappelijke naam van de soort is voor het eerst geldig gepubliceerd in 1855 door Sella.
De soort komt voor in twee kleine gebiedjes in de Italiaanse Alpen en is geïntroduceerd in Frankrijk. Hij is opgenomen in bijlagen II en IV van de Habitatrichtlijn en bijlage 2 van de Conventie van Bern. De kever leeft op hoogtes van 1000 tot 1500 in nat berkenbos met onderbegroeiing en in struikbegroeiing, bijvoorbeeld van alpenroos. De kever migreert weinig en is daardoor niet in staat om nieuwe gebieden te koloniseren.